# Rhamma adunca
Rhamma adunca is een vlinder uit de familie van de Lycaenidae. De wetenschappelijke naam van de soort werd als Thecla adunca in 1921 gepubliceerd door Draudt.

## Synoniemen
- Rhamma creara Johnson, 1992